# Philodina tranquilla
Philodina tranquilla is een raderdiertjessoort uit de familie Philodinidae. De wetenschappelijke naam van deze soort is voor het eerst geldig gepubliceerd in 1942 door Wulfert.